# 1884 en baseball
Chronologie du baseball

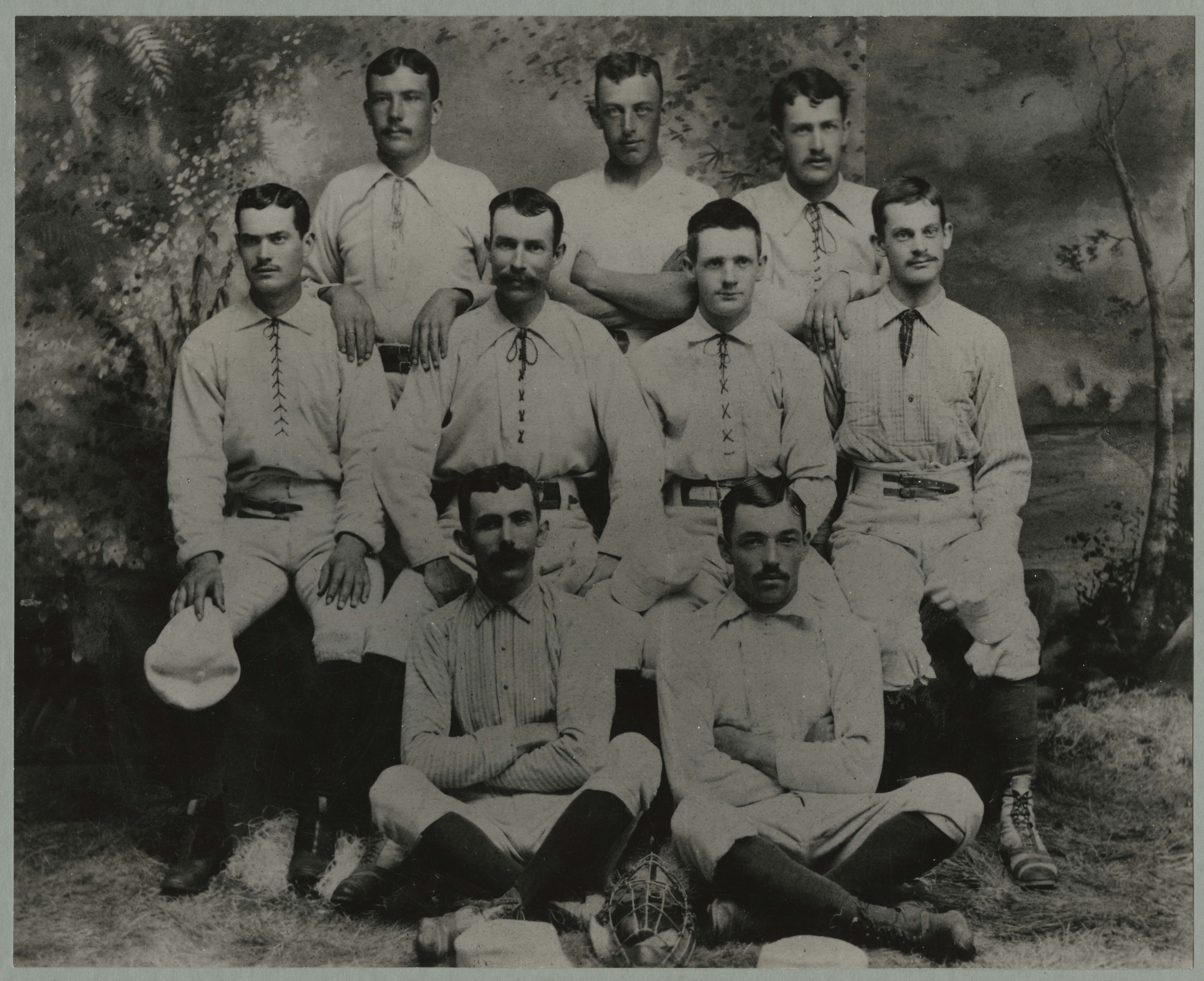
The Seattle Reds, équipe de 1884.

Baseball en 1883 - Baseball en 1884 - Baseball en 1885
Les faits marquants de l'année 1884 en Baseball

## Champions

### Ligue nationale
- 9e édition aux États-Unis du championnat de baseball de la Ligue nationale. Les Providence Grays s’imposent avec 84 victoires et 28 défaites[1].

| Ligue nationale |                               |      |      |        |      |
| Rang            | Club                          | Vic. | Déf. | % vic. | GB   |
| 1er             | Providence Grays              | 84   | 28   | .750   | --   |
| 2e              | Boston Beaneaters             | 73   | 38   | .658   | 10.5 |
| 3e              | Buffalo Bisons                | 64   | 47   | .577   | 19.5 |
| 4e              | Chicago White Stockings       | 62   | 50   | .554   | 22   |
| 5e              | New York Gothams              | 62   | 50   | .554   | 22   |
| 6e              | Philadelphia Phillies/Quakers | 39   | 73   | .348   | 45   |
| 7e              | Cleveland Blues               | 35   | 77   | .313   | 49   |
| 8e              | Detroit Wolverines            | 28   | 84   | .250   | 56   |

### Association américaine
- 3e édition aux États-Unis du championnat de baseball de l'American Association. Les New York Metropolitans s’imposent avec 75 victoires et 32 défaites.

| Association américaine |                             |      |      |        |      |
| Rang                   | Club                        | Vic. | Déf. | % vic. | GB   |
| 1er                    | New York Metropolitans      | 75   | 32   | .701   | --   |
| 2e                     | Columbus Buckeyes           | 69   | 39   | .639   | 6.5  |
| 3e                     | Louisville Eclipse          | 68   | 40   | .630   | 7.5  |
| 4e                     | St. Louis Browns            | 67   | 40   | .626   | 8    |
| 5e                     | Cincinnati Red Stockings    | 68   | 41   | .624   | 8    |
| 6e                     | Baltimore Orioles           | 63   | 43   | .594   | 11.5 |
| 7e                     | Philadelphia Athletics (en) | 61   | 46   | .570   | 14   |
| 8e                     | Toledo Blue Stockings       | 46   | 58   | .442   | 27.5 |
| 9e                     | Brooklyn Atlantics          | 40   | 64   | .385   | 33.5 |
| 10e                    | Richmond Virginians         | 12   | 30   | .286   | 32.5 |
| 11e                    | Pittsburgh Alleghenys       | 30   | 78   | .278   | 45.5 |
| 12e                    | Indianapolis Hoosiers       | 29   | 78   | .271   | 46   |
| 13e                    | Washington Nationals        | 12   | 51   | .190   | 41   |

### Union Association
Conflit entre les joueurs professionnels américains de baseball et leurs clubs. Les meilleurs joueurs quittent les rangs de la Ligue nationale pour monter l’Union Association qui met en place un championnat de douze clubs géré par les joueurs. Les Saint-Louis Maroons remportent cette unique édition avec 94 victoires et 19 défaites, car cette compétition autogérée par les joueurs n’est pas reconduite la saison suivante.
| Union Association |                                   |      |      |        |      |
| Rang              | Club                              | Vic. | Déf. | % vic. | GB   |
| 1er               | St. Louis Maroons                 | 94   | 19   | .832   | --   |
| 2e                | Milwaukee Brewers                 | 8    | 4    | .667   | 35.5 |
| 3e                | Cincinnati Outlaw Reds            | 69   | 36   | .657   | 21.0 |
| 4e                | Baltimore Monumentals             | 58   | 47   | .552   | 32.0 |
| 5e                | Boston Reds                       | 58   | 51   | .532   | 34.0 |
| 6e                | Chicago Browns/Pittsburgh Stogies | 41   | 50   | .451   | 42.0 |
| 7e                | Washington Nationals              | 47   | 65   | .420   | 46.5 |
| 8e                | Philadelphia Keystones            | 21   | 46   | .313   | 50.0 |
| 9e                | St. Paul White Caps               | 2    | 6    | .250   | 39.5 |
| 10e               | Altoona Mountain City             | 6    | 19   | .240   | 44.0 |
| 11e               | Kansas City Cowboys               | 16   | 63   | .203   | 61.0 |
| 12e               | Wilmington Quicksteps             | 2    | 16   | .111   | 44.5 |

### World's Championship Series
- 23/24 octobre : première édition aux États-Unis du World's Championship Series de baseball entre les champions de l'American Association et de la Ligue nationale. Providence Grays remportent la série en trois matches (3-0) face aux New York Metropolitans.

### Autres compétitions
- La saison du championnat de Cuba est à nouveau annulée[2].

## Événements
- Première mesure « officielle » de caractère raciste en baseball américain. Moses Walker, premier joueur noir à évoluer en Ligues majeures, et son frère, sont virés des Toledo Blue Stockings.

## Naissances
| - 1er janv. : Tom Downey - 4 janv. : Al Bridwell - 26 janv. : Tubby Spencer - 1er févr. : Joe Connolly - 1er févr. : Candy Jim Taylor - 10 févr. : Billy Evans - 14 févr. : Jack Lewis - 25 févr. : Bob Bescher - 4 mars : Red Murray - 7 mars : Ed Willett - 19 mars : Clyde Engle - 21 mars : Mysterious Walker - 31 mars : Frank Truesdale |  | - 7 avr. : Jake Daubert - 20 avr. : Mike Mowrey - 25 avr. : John Henry "Pop" Lloyd - 5 mai : Chief Bender - 20 mai : Paul Howard - 26 mai : Jimmy Lavender - 30 mai : Rube Oldring - 7 juin : George Moriarty - 12 juin : Otto Knabe - 16 juin : Bob Peterson - 19 juin : Eddie Cicotte - 23 juin : Dick Egan - 4 juil. : Jack Warhop |  | - 6 août : Sherry Magee - 6 août : Joe Birmingham - 22 sept. : Grover Land - 30 sept. : Nap Rucker - 18 oct. : Burt Shotton - 28 oct. : Chet Chadbourne - 1er déc. : Charley Moore - 4 déc. : Biff Schlitzer - 5 déc. : Ed Summers - 10 déc. : Art Griggs - 15 déc. : Jim Nealon - 31 déc. : Bobby Byrne |